# Acció Nacionalista Basca

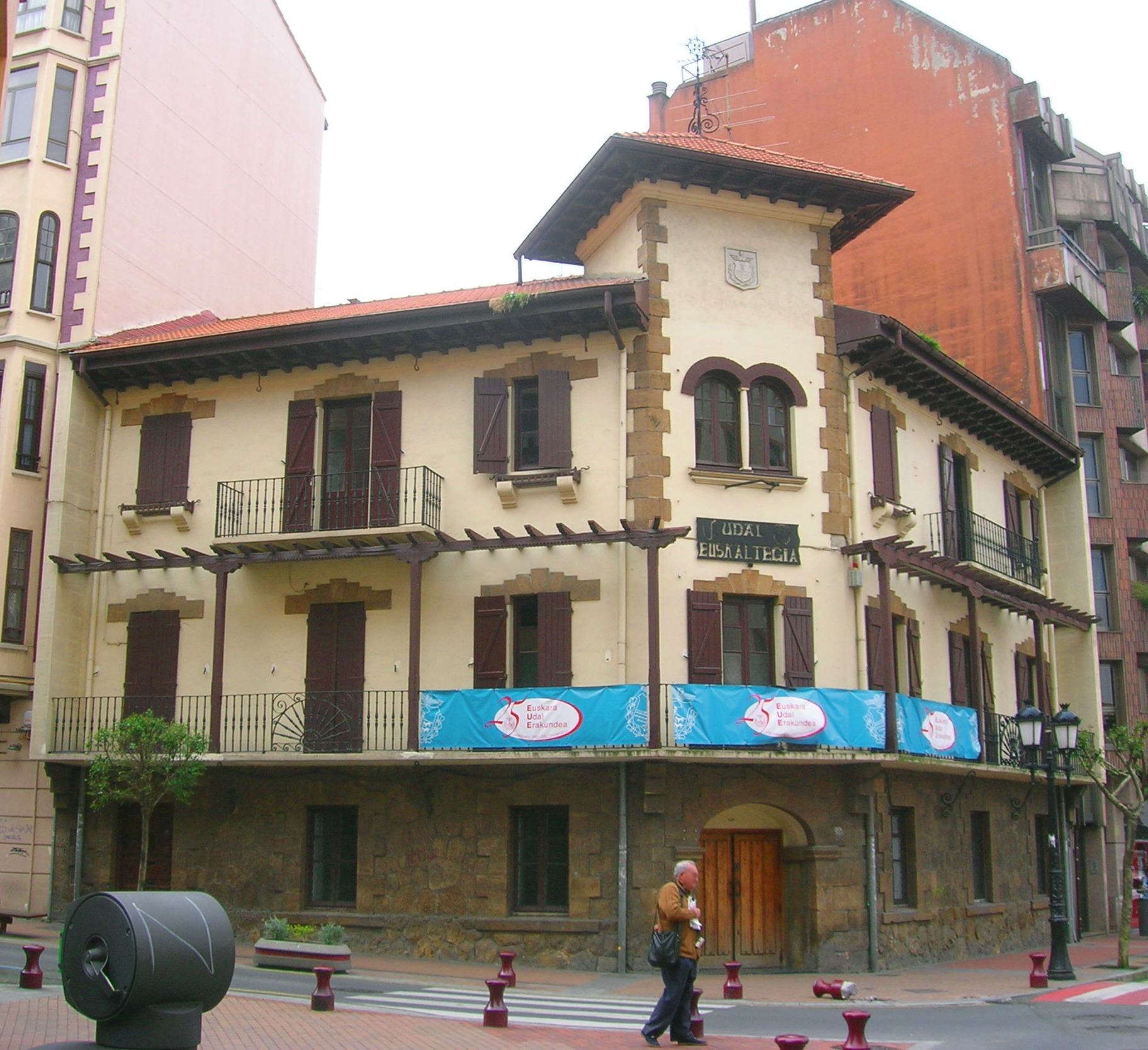
Antiga seu d'ANB a Barakaldo, confiscada després de la il·legalització del partit durant la Guerra Civil i la presa per les tropes franquistes.

Acció Nacionalista Basca (Eusko Abertzale Ekintza-Acción Nacionalista Vasca) (EAE-ANV, en català s'usen també les sigles ANB), és un històric partit polític basc nacionalista basc, socialista i independentista.

## Orígens
Va ser fundat el 1930 com una escissió laica i progressista del Partit Nacionalista Basc (PNB), quan un petit grup de militants d'Aberri, es van oposar a la fusió d'aquest amb els conservadors de Comunió Nacionalista Basca (CNB). Aquesta fusió era a la pràctica la reunificació del PNB, que anys abans s'havia escindit en les dues tendències que van cristal·litzar en Aberri i CNB. Entre els fundadors d'ANB destacaven Luis Urrengoetxea, Anacleto Ortueta Azcuenaga, Tomás Bilbao Hospitalet i Justo Gárate Arriola. ANB tenia un ideari nacionalista moderat, es definia com a aconfessional (contrastant amb la inspiració cristiana del PNB) i el seu caràcter socialdemòcrata i republicà li obria aliances amb els partits republicans i socialistes. Va ser el primer partit basc d'esquerra nacionalista.
En les eleccions de febrer de 1936 es va integrar a la candidatura del Front Popular i més tard va ser membre del govern de la Segona República Espanyola.
Els seus òrgans de premsa van ser el diari Acción Nacionalista, editat a Bilbao de 1932 a 1933, i posteriorment Eusko Lurra editat entre 1933 i 1937.

## Franquisme
Durant la Guerra Civil va organitzar diversos batallons de voluntaris que van combatre al bàndol republicà com a part de l'Eusko Gudarostea (l'exèrcit basc). ANB també va participar activament en el primer Govern Basc (1936-1937), on va tenir un conseller, Gonzalo Nárdiz, al capdavant de la conselleria de ramaderia.
Proscrit per la dictadura franquista, el partit va sobreviure amb prou feines en l'exili i en la clandestinitat durant gairebé quaranta anys. La seva tasca opositora es va cristal·litzar principalment en la seva permanència en el govern basc en l'exili (representat per Nárdiz) i en l'edició en l'exili de la seva publicació Eusko Lurra a Baiona (fins al 1940) i posteriorment a Buenos Aires (entre 1956 i 1976). El període de la dictadura va suposar una radicalització en les actituds d'ANB, que es va tornar independentista i més esquerrà.

## ANB durant la Transició
Després del final del règim franquista, ANB va sortir de la clandestinitat i es va registrar com a partit polític el 1977, amb la seva seu social establerta a la localitat costanera biscaïna de Bermeo.
Es va presentar en solitari a les primeres eleccions del 1977 a Guipúscoa i Biscaia recollint uns pèssims resultats electorals (menys de l'1% dels vots) i sent una de les formacions polítiques menys votades del panorama polític basc. A Navarra s'havia presentat en coalició amb el Partit Nacionalista Basc i Euskal Sozialista Biltzarrea (ESB) formant la Unió Autonomista Navarresa, que va obtenir una acta de senador.
Els resultats electorals van forçar ANB a buscar aliances amb altres formacions nacionalistes d'esquerres, i així el 1978 es va integrar en la coalició electoral Herri Batasuna (HB). El 2007 s'ha tornat a presentar en solitari, deixant de ser part de HB, ja il·legalitzada.

## ANB amb Herri Batasuna
El 1978, ANB es va fusionar amb ESB, un altre dels partits que formaven part de la coalició HB, formant Euskal Sozialista Ekintza, però aquesta formació va tenir una vida fugaç i ambdues organitzacions van tornar a separar-se, després de la crisi interna d'ESB i l'adopció per part d'aquesta d'un ideari marxista.
Des de 1978 fins a la refundació de la coalició Herri Batasuna en el partit polític Batasuna, ANB va subsistir dins d'Herri Batasuna amb personalitat pròpia independent.
En els primers anys d'existència de la coalició HB es va produir una pugna entre tres dels partits que la van integrar, ANB, ESB i Langile Abertzaleen Iraultzarako Alderdia (LAIA), d'una banda i els grups i independents partidaris de KAS, per un altre. Aquest enfrontament es devia bàsicament a discrepàncies en l'organització interna de la coalició i a la participació o no de la mateixa en les institucions polítiques espanyoles. No hi havia en principi cap mena de discrepància sobre el suport al paral·lel "lluita armada" d'ETA.
En les eleccions forals i municipals de 1979 HB va obtenir un important suport electoral i això va desencadenar un enfrontament obert al si de la coalició. HB era, a efectes legals, una coalició electoral d'ANB i ESB, els dos únics partits polítics legals que la formaven. LAIA i ESB van tractar d'obtenir l'adhesió d'ANB als seus plans per quedar-se amb les sigles de HB i marginar els partidaris de KAS, però en el V Congrés d'ANB es va imposar el corrent interna favorable a KAS.
Poc abans de les eleccions autonòmiques de 1980, LAIA i ESB abandonen HB, que va quedar reduït a una coalició d'ANB i HASI, controlat a la pràctica per l'organització alegal KAS. La influència i pes d'ANB en el conjunt de l'organització va ser petit, ja que pràcticament es reduïa al dret d'elegir un dels 24 membres de la Taula Nacional que dirigien la coalició. La importància d'ANB per a Herri Batasuna consistia que era un partit polític legal amb dret a mantenir les sigles de la coalició. També permetia mantenir un lligam històric-sentimental entre la coalició abertzale i els nacionalistes que van lluitar en la Segona República i contra Franco.
Amb la refundació d'Herri Batasuna en el partit polític Batasuna, els militants d'ANB no es van integrar al nou partit polític, que poc més tard seria il·legalitzat a l'Estat espanyol. La no integració es va deure que la nova formació en el seu congrés fundacional no admetia partits al seu pit, encara que sí corrents. Davant d'aquest fet, els membres d'ANB decideixen no integrar-se a Batasuna. Això va ocórrer gairebé al mateix temps que el corrent Aralar de Patxi Zabaleta decidia també sortir del procés fundacional de la formació avui il·legalitzada i passar a ser un partit polític autònom.
Amb l'arribada de la democràcia, ANB va reclamar béns que havien pertangut al partit o a alguns militants durant l'anterior període democràtic i que havien estat confiscats pel règim franquista. Al llarg de llargs processos judicials, ha aconseguit indemnitzacions per alguns d'ells, fins i tot després d'il·legalitzada Batasuna.

## Tornada a l'actualitat
El dia 1 de juny de 2002, a Barakaldo, ANB va celebrar el seu X congrés, elegint una direcció nacional de 29 membres, entre ells el president (Kepa Bereziartua) i el secretari general (Antxon Gómez). El juliol de 2005, va començar a publicar la revista Eusko Ekintza.
Després de dècades sense presentar-se oficialment a unes eleccions (des de 1977), ANB va presentar en 2003 representants en les juntes electorals de cara a formar candidatures per a les eleccions municipals i forals d'aquell any, encara que al final no va presentar llistes.
El 12 d'abril de 2007 va presentar de nou els seus representants davant de les juntes electorals d'Àlaba, Guipúscoa i Navarra per presentar-se en les eleccions municipals i forals del 27 de maig, sent investigada per si pogués ser "hereva" de la il·legal Batasuna. El 28 d'abril, el jutge Baltasar Garzón va decidir que no hi havia indicis suficients sobre la relació entre ANB i Batasuna, per la qual cosa va permetre la seva presència en les eleccions de maig. El PP, llavors, va pressionar el Govern espanyol i va declarar que calia impugnar "totes les llistes" de l'esquerra abertzale.
Davant d'aquesta situació el Fiscal General de l'Estat va impugnar davant del Tribunal Suprem 133 llistes electorals d'ANB, d'acord amb el procediment establert en la Llei de Partits. Finalment, aquest tribunal va anul·lar en el matí del 6 de maig de 2007 les esmentades llistes, després d'una deliberació que es va prolongar des de les 18:30 del dia anterior. Aquesta decisió avalada posteriorment per Tribunal Constitucional. ANB va cridar a una mobilització per al dia 12 de maig a Bilbao contra aquesta decisió. El dia 13 de maig el dirigent de Batasuna Pernando Barrena va demanar el vot per a ANB en les eleccions municipals del mateix mes. Aquesta acció va ser valorada pel Govern espanyol com un indici més de la relació entre Batasuna i ANB però no suficient per instar a la seva il·legalització davant dels tribunals de justícia. El 16 de setembre de 2008 una sentència del Tribunal Suprem espanyol il·legalitza aquesta formació basant-se en la llei de partits polítics. El 29 de gener de 2009, el Tribunal Constitucional espanyol desestimà el recurs presentat pel partit contra la seva il·legalització.